# Пажнєв
Пажнєв (пол. Parzniew) — село в Польщі, у гміні Брвінув Прушковського повіту Мазовецького воєводства. Розташоване між Прушкувом та Брвінувом, за 15 км на захід від аеропорту імені Фридерика Шопена.
Населення — 1050 осіб (2011).
У 1975-1998 роках село належало до Варшавського воєводства.

## Демографія
Демографічна структура станом на 31 березня 2011 року:
|          | Загалом | Допрацездатний вік | Працездатний вік | Постпрацездатний вік |
| -------- | ------- | ------------------ | ---------------- | -------------------- |
| Чоловіки | 511     | 133                | 351              | 27                   |
| Жінки    | 539     | 105                | 360              | 74                   |
| Разом    | 1050    | 238                | 711              | 101                  |